# Fabian Roosenbrand
Fabian Roosenbrand (Almelo, 18 december 1988) is een Nederlandse darter uit Enschede.
Zijn eerste deelname aan een wereldkampioenschap was op het World Professional Darts Championship 2008 waar hij de jongste deelnemer was. Hier schakelde hij Gary Anderson uit die na zijn overwinningen op de International Darts League 2007 en World Darts Trophy 2007 als een titelfavoriet werd beschouwd. Hij verloor in de tweede ronde van de uiteindelijke Australische runner-up Simon Whitlock.
In het dagelijks leven werkt Roosenbrand als schilder.

## Resultaten op Wereldkampioenschappen

### BDO
- 2008: Laatste 16 (verloren van Simon Whitlock met 1-4)
- 2012: Laatste 32 (verloren van Ross Montgomery met 1-3)